# 11e étape du Tour d'Espagne 2018
La 11e étape du Tour d'Espagne 2018 se déroule le 5 septembre 2018, entre Mombuey et la Ribeira Sacra (es), sur un parcours de 207,8 kilomètres. Le coureur italien Alessandro De Marchi, de l'équipe BMC Racing s'impose en solitaire. Il devance de 28 et 59 secondes le Colombien Jhonatan Restrepo (Katusha-Alpecin) et l'Italien Franco Pellizotti (Bahrain-Merida), issus comme lui d'une échappée de dix-neuf coureurs. Le Britannique Simon Yates (Mitchelton-Scott) garde le maillot rouge.

## Parcours
Avec ses 207,8 kilomètres, cette étape est la plus longue du Tour d'Espagne 2018. Elle part de Mombuey, dans l'est de la région de Castille-et-León et arrive dans la Ribeira Sacra (es), en Galice. Elle comprend quatre difficultés : le Puerto de Padornelo (es) (km 37.3, 5,7 km de montée à 5,3 %), l'Alto do Covelo (km 139, 10,5 km à 4,6 %), l'Alto do Trives (km 190, 8,8 km à 4,3 %) et l'Alto de Mirador de Cabezoas (km 190, 8,8 km à 4,3 %). L'Alto do Trives est classé en deuxième catégorie, les trois autres en troisième catégorie.

## Déroulement de l'étape
Le début d'étape est animé par de nombreuses attaques, dont celles de Vincenzo Nibali et Michał Kwiatkowski, rendant la course rapide (48 km/h pendant les deux premières heures).
Ce n'est cependant qu'à mi-parcours qu'un groupe de dix-neuf coureurs parvient à s'extraire durablement du peloton. Il comprend Nans Peters (AG2R La Mondiale), Omar Fraile (Astana), Franco Pellizotti (Bahrain-Merida), Alessandro De Marchi, Nicolas Roche, Dylan Teuns (BMC Racing), Rafal Majka (Bora-Hansgrohe), Sergio Pardilla (Caja Rural-Seguros RGA), Ryan Gibbons (Dimension Data), Pierre Rolland (EF Education First-Drapac), Mikel Bizkarra (Euskadi-Murias), Thibaut Pinot, Léo Vincent (Groupama-FDJ), Jhonatan Restrepo (Katusha-Alpecin), Tiesj Benoot (Lotto-Soudal), Jack Haig (Mitchelton-Scott), Winner Anacona (Movistar), Sergio Henao (Sky) et Bauke Mollema (Trek-Segafredo). Malgré la présence de Thibaut Pinot, l'équipe du maillot rouge Mitchelton-Scott laisse ce groupe prendre quatre minutes et demie d'avance.
À l'Alto de Trives, à 70 kilomètres de l'arrivée, Pinot attaque, rejoint par Teuns. Ces deux coureurs seront repris par les autres échappés une douzaine de kilomètres plus loin. Léo Vincent mène alors le groupe pour son leader Thibaut Pinot, leader virtuel du classement général. À 48.5km du but, Mollema tente à son tour sa chance. Il est cependant rapidement rattrapé par Pinot, Haig, Majka, puis Pellizotti, Bizkarra, Henao, Benoot, Restrepo, Teuns, De Marchi et Roche. Alors qu'il reste une trentaine de kilomètre, ce groupe compte trois minutes d'avance sur le peloton. Dans la dernière difficulté référencée du jour, l'Alto de Mirador de Cabezoas, l'équipe BMC joue de son surnombre. De Marchi et Roche s'échappent avec Restrepo, puis De Marchi part seul alors qu'il reste 5,5 km d'ascension. Il creuse un écart de 45 secondes, mais Restrepo parvient à le rejoindre en fin d'ascension.
À environ cinq kilomètres de l'arrivée, après une première tentative infructueuse, De Marchi parvient à se défaire de Restrepo. Il termine l'étape seul et s'impose avec 28 secondes d'avance. Dixième à une minute et 50 secondes, Thibaut Pinot ne reprend que 13 secondes aux leaders du classement général, bien revenus dans le final.
Simon Yates garde la tête du classement général, devant les deux leaders de l'équipe Movistar, Alejandro Valverde et Nairo Quintana. Fabio Aru perd 41 secondes et recule à la treizième place du classement général,.

## Résultats

### Classement de l'étape
| \| Classement de l'étape \| Classement de l'étape \| Classement de l'étape \| Classement de l'étape \| Classement de l'étape \| \| Coureur \| Coureur \| Pays \| Équipe \| Temps \| \| --------------------- \| --------------------- \| --------------------- \| --------------------- \| --------------------- \| \| 1er \| Alessandro De Marchi \| Italie \| BMC Racing Team \| 4 h 52 min 38 s \| \| 2e \| Jhonatan Restrepo \| Colombie \| Katusha-Alpecin \| + 28 s \| \| 3e \| Franco Pellizotti \| Italie \| Bahrain-Merida \| + 59 s \| \| 4e \| Nans Peters \| France \| AG2R La Mondiale \| + 1 min 24 s \| \| 5e \| Dylan Teuns \| Belgique \| BMC Racing Team \| + 1 min 45 s \| \| 6e \| Tiesj Benoot \| Belgique \| Lotto-Soudal \| + 1 min 46 s \| \| 7e \| Rafał Majka \| Pologne \| Bora-Hansgrohe \| + 1 min 46 s \| \| 8e \| Nicolas Roche \| Irlande \| BMC Racing Team \| + 1 min 48 s \| \| 9e \| Sergio Henao \| Colombie \| Team Sky \| + 1 min 50 s \| \| 10e \| Thibaut Pinot \| France \| Groupama-FDJ \| + 1 min 50 s \| |                      |          |                  |                 |
| |                      |          |                  |                 |
| Source : ProCyclingStats |                      |          |                  |                 |
| Classement de l'étape |                      |          |                  |                 |
| Coureur | Coureur              | Pays     | Équipe           | Temps           |
| 1er | Alessandro De Marchi | Italie   | BMC Racing Team  | 4 h 52 min 38 s |
| 2e | Jhonatan Restrepo    | Colombie | Katusha-Alpecin  | + 28 s          |
| 3e | Franco Pellizotti    | Italie   | Bahrain-Merida   | + 59 s          |
| 4e | Nans Peters          | France   | AG2R La Mondiale | + 1 min 24 s    |
| 5e | Dylan Teuns          | Belgique | BMC Racing Team  | + 1 min 45 s    |
| 6e | Tiesj Benoot         | Belgique | Lotto-Soudal     | + 1 min 46 s    |
| 7e | Rafał Majka          | Pologne  | Bora-Hansgrohe   | + 1 min 46 s    |
| 8e | Nicolas Roche        | Irlande  | BMC Racing Team  | + 1 min 48 s    |
| 9e | Sergio Henao         | Colombie | Team Sky         | + 1 min 50 s    |
| 10e | Thibaut Pinot        | France   | Groupama-FDJ     | + 1 min 50 s    |

## Classements à l'issue de l'étape

### Classement général
| \| Classement général \| Classement général \| Classement général \| Classement général \| Classement général \| \| Coureur \| Coureur \| Pays \| Équipe \| Temps \| \| ------------------ \| ------------------ \| ------------------ \| ------------------------- \| ------------------ \| \| 1er \| Simon Yates \| Royaume-Uni \| Mitchelton-Scott \| 45 h 57 min 40 s \| \| 2e \| Alejandro Valverde \| Espagne \| Movistar Team \| + 1 s \| \| 3e \| Nairo Quintana \| Colombie \| Movistar Team \| + 14 s \| \| 4e \| Ion Izagirre \| Espagne \| Bahrain-Merida \| + 17 s \| \| 5e \| Tony Gallopin \| France \| AG2R La Mondiale \| + 24 s \| \| 6e \| Emanuel Buchmann \| Allemagne \| Bora-Hansgrohe \| + 24 s \| \| 7e \| Miguel Ángel López \| Colombie \| Astana \| + 27 s \| \| 8e \| Rigoberto Urán \| Colombie \| EF Education First-Drapac \| + 32 s \| \| 9e \| Steven Kruijswijk \| Pays-Bas \| LottoNL-Jumbo \| + 43 s \| \| 10e \| George Bennett \| Nouvelle-Zélande \| LottoNL-Jumbo \| + 47 s \| |                    |                  |                           |                  |
| |                    |                  |                           |                  |
| Source : ProCyclingStats |                    |                  |                           |                  |
| Classement général |                    |                  |                           |                  |
| Coureur | Coureur            | Pays             | Équipe                    | Temps            |
| 1er | Simon Yates        | Royaume-Uni      | Mitchelton-Scott          | 45 h 57 min 40 s |
| 2e | Alejandro Valverde | Espagne          | Movistar Team             | + 1 s            |
| 3e | Nairo Quintana     | Colombie         | Movistar Team             | + 14 s           |
| 4e | Ion Izagirre       | Espagne          | Bahrain-Merida            | + 17 s           |
| 5e | Tony Gallopin      | France           | AG2R La Mondiale          | + 24 s           |
| 6e | Emanuel Buchmann   | Allemagne        | Bora-Hansgrohe            | + 24 s           |
| 7e | Miguel Ángel López | Colombie         | Astana                    | + 27 s           |
| 8e | Rigoberto Urán     | Colombie         | EF Education First-Drapac | + 32 s           |
| 9e | Steven Kruijswijk  | Pays-Bas         | LottoNL-Jumbo             | + 43 s           |
| 10e | George Bennett     | Nouvelle-Zélande | LottoNL-Jumbo             | + 47 s           |

| Classement par points | Classement par points | Classement par points | Classement par points | Classement par points |
| Coureur               | Coureur               | Pays                  | Équipe                | Points                |
| --------------------- | --------------------- | --------------------- | --------------------- | --------------------- |
| 1er                   | Alejandro Valverde    | Espagne               | Movistar Team         | 85 pts                |
| 2e                    | Peter Sagan           | Slovaquie             | Bora-Hansgrohe        | 83 pts                |
| 3e                    | Elia Viviani          | Italie                | Quick-Step Floors     | 66 pts                |
| 4e                    | Benjamin King         | États-Unis            | Dimension Data        | 58 pts                |
| 5e                    | Danny van Poppel      | Pays-Bas              | LottoNL-Jumbo         | 56 pts                |
| 6e                    | Alessandro De Marchi  | Italie                | BMC Racing Team       | 53 pts                |
| 7e                    | Giacomo Nizzolo       | Italie                | Trek-Segafredo        | 53 pts                |
| 8e                    | Michał Kwiatkowski    | Pologne               | Team Sky              | 50 pts                |
| 9e                    | Bauke Mollema         | Pays-Bas              | Trek-Segafredo        | 44 pts                |
| 10e                   | Ion Izagirre          | Espagne               | Bahrain-Merida        | 41 pts                |

| Classement par points | Classement par points | Classement par points | Classement par points | Classement par points |
| Coureur               | Coureur               | Pays                  | Équipe                | Points                |
| --------------------- | --------------------- | --------------------- | --------------------- | --------------------- |
| 1er                   | Alejandro Valverde    | Espagne               | Movistar Team         | 85 pts                |
| 2e                    | Peter Sagan           | Slovaquie             | Bora-Hansgrohe        | 83 pts                |
| 3e                    | Elia Viviani          | Italie                | Quick-Step Floors     | 66 pts                |
| 4e                    | Benjamin King         | États-Unis            | Dimension Data        | 58 pts                |
| 5e                    | Danny van Poppel      | Pays-Bas              | LottoNL-Jumbo         | 56 pts                |
| 6e                    | Alessandro De Marchi  | Italie                | BMC Racing Team       | 53 pts                |
| 7e                    | Giacomo Nizzolo       | Italie                | Trek-Segafredo        | 53 pts                |
| 8e                    | Michał Kwiatkowski    | Pologne               | Team Sky              | 50 pts                |
| 9e                    | Bauke Mollema         | Pays-Bas              | Trek-Segafredo        | 44 pts                |
| 10e                   | Ion Izagirre          | Espagne               | Bahrain-Merida        | 41 pts                |

| Classement de la montagne | Classement de la montagne | Classement de la montagne | Classement de la montagne  | Classement de la montagne |
| Coureur                   | Coureur                   | Pays                      | Équipe                     | Points                    |
| ------------------------- | ------------------------- | ------------------------- | -------------------------- | ------------------------- |
| 1er                       | Luis Ángel Maté           | Espagne                   | Cofidis, Solutions Crédits | 60 pts                    |
| 2e                        | Benjamin King             | États-Unis                | Dimension Data             | 33 pts                    |
| 3e                        | Bauke Mollema             | Pays-Bas                  | Trek-Segafredo             | 30 pts                    |
| 4e                        | Pierre Rolland            | France                    | EF Education First-Drapac  | 26 pts                    |
| 5e                        | Thomas De Gendt           | Belgique                  | Lotto-Soudal               | 10 pts                    |
| 6e                        | Ben Gastauer              | Luxembourg                | AG2R La Mondiale           | 7 pts                     |
| 7e                        | Alejandro Valverde        | Espagne                   | Movistar Team              | 6 pts                     |
| 8e                        | Alessandro De Marchi      | Italie                    | BMC Racing Team            | 6 pts                     |
| 9e                        | Dylan Teuns               | Belgique                  | BMC Racing Team            | 6 pts                     |
| 10e                       | Nikita Stalnow            | Kazakhstan                | Astana                     | 6 pts                     |

| Classement de la montagne | Classement de la montagne | Classement de la montagne | Classement de la montagne  | Classement de la montagne |
| Coureur                   | Coureur                   | Pays                      | Équipe                     | Points                    |
| ------------------------- | ------------------------- | ------------------------- | -------------------------- | ------------------------- |
| 1er                       | Luis Ángel Maté           | Espagne                   | Cofidis, Solutions Crédits | 60 pts                    |
| 2e                        | Benjamin King             | États-Unis                | Dimension Data             | 33 pts                    |
| 3e                        | Bauke Mollema             | Pays-Bas                  | Trek-Segafredo             | 30 pts                    |
| 4e                        | Pierre Rolland            | France                    | EF Education First-Drapac  | 26 pts                    |
| 5e                        | Thomas De Gendt           | Belgique                  | Lotto-Soudal               | 10 pts                    |
| 6e                        | Ben Gastauer              | Luxembourg                | AG2R La Mondiale           | 7 pts                     |
| 7e                        | Alejandro Valverde        | Espagne                   | Movistar Team              | 6 pts                     |
| 8e                        | Alessandro De Marchi      | Italie                    | BMC Racing Team            | 6 pts                     |
| 9e                        | Dylan Teuns               | Belgique                  | BMC Racing Team            | 6 pts                     |
| 10e                       | Nikita Stalnow            | Kazakhstan                | Astana                     | 6 pts                     |

| Classement du combiné | Classement du combiné | Classement du combiné | Classement du combiné     | Classement du combiné |
| Coureur               | Coureur               | Pays                  | Équipe                    | Points                |
| --------------------- | --------------------- | --------------------- | ------------------------- | --------------------- |
| 1er                   | Alejandro Valverde    | Espagne               | Movistar Team             | 10 pts                |
| 2e                    | Benjamin King         | États-Unis            | Dimension Data            | 24 pts                |
| 3e                    | Miguel Ángel López    | Colombie              | Astana                    | 35 pts                |
| 4e                    | Bauke Mollema         | Pays-Bas              | Trek-Segafredo            | 37 pts                |
| 5e                    | Simon Yates           | Royaume-Uni           | Mitchelton-Scott          | 45 pts                |
| 6e                    | Nairo Quintana        | Colombie              | Movistar Team             | 47 pts                |
| 7e                    | Michał Kwiatkowski    | Pologne               | Team Sky                  | 47 pts                |
| 8e                    | Dylan Teuns           | Belgique              | BMC Racing Team           | 70 pts                |
| 9e                    | Simon Clarke          | Australie             | EF Education First-Drapac | 82 pts                |
| 10e                   | Laurens De Plus       | Belgique              | Quick-Step Floors         | 85 pts                |

| Classement du combiné | Classement du combiné | Classement du combiné | Classement du combiné     | Classement du combiné |
| Coureur               | Coureur               | Pays                  | Équipe                    | Points                |
| --------------------- | --------------------- | --------------------- | ------------------------- | --------------------- |
| 1er                   | Alejandro Valverde    | Espagne               | Movistar Team             | 10 pts                |
| 2e                    | Benjamin King         | États-Unis            | Dimension Data            | 24 pts                |
| 3e                    | Miguel Ángel López    | Colombie              | Astana                    | 35 pts                |
| 4e                    | Bauke Mollema         | Pays-Bas              | Trek-Segafredo            | 37 pts                |
| 5e                    | Simon Yates           | Royaume-Uni           | Mitchelton-Scott          | 45 pts                |
| 6e                    | Nairo Quintana        | Colombie              | Movistar Team             | 47 pts                |
| 7e                    | Michał Kwiatkowski    | Pologne               | Team Sky                  | 47 pts                |
| 8e                    | Dylan Teuns           | Belgique              | BMC Racing Team           | 70 pts                |
| 9e                    | Simon Clarke          | Australie             | EF Education First-Drapac | 82 pts                |
| 10e                   | Laurens De Plus       | Belgique              | Quick-Step Floors         | 85 pts                |

| Classement par équipes | Classement par équipes                   | Classement par équipes | Classement par équipes |
| Équipe                 | Équipe                                   | Pays                   | Temps                  |
| ---------------------- | ---------------------------------------- | ---------------------- | ---------------------- |
| 1re                    | Lotto NL-Jumbo                           | Pays-Bas               | 137 h 53 min 57 s      |
| 2e                     | Movistar Team                            | Espagne                | + 55 s                 |
| 3e                     | Bahrain-Merida                           | Bahreïn                | + 6 min 14 s           |
| 4e                     | AG2R La Mondiale                         | France                 | + 7 min 30 s           |
| 5e                     | Dimension Data                           | Afrique du Sud         | + 7 min 44 s           |
| 6e                     | Sky                                      | Royaume-Uni            | + 13 min 48 s          |
| 7e                     | Bora-Hansgrohe                           | Allemagne              | + 17 min 11 s          |
| 8e                     | EF Education First-Drapac p/b Cannondale | États-Unis             | + 18 min 21 s          |
| 9e                     | Astana                                   | Kazakhstan             | + 31 min 33 s          |
| 10e                    | Euskadi Basque Country-Murias            | Espagne                | + 36 min 04 s          |

| Classement par équipes | Classement par équipes                   | Classement par équipes | Classement par équipes |
| Équipe                 | Équipe                                   | Pays                   | Temps                  |
| ---------------------- | ---------------------------------------- | ---------------------- | ---------------------- |
| 1re                    | Lotto NL-Jumbo                           | Pays-Bas               | 137 h 53 min 57 s      |
| 2e                     | Movistar Team                            | Espagne                | + 55 s                 |
| 3e                     | Bahrain-Merida                           | Bahreïn                | + 6 min 14 s           |
| 4e                     | AG2R La Mondiale                         | France                 | + 7 min 30 s           |
| 5e                     | Dimension Data                           | Afrique du Sud         | + 7 min 44 s           |
| 6e                     | Sky                                      | Royaume-Uni            | + 13 min 48 s          |
| 7e                     | Bora-Hansgrohe                           | Allemagne              | + 17 min 11 s          |
| 8e                     | EF Education First-Drapac p/b Cannondale | États-Unis             | + 18 min 21 s          |
| 9e                     | Astana                                   | Kazakhstan             | + 31 min 33 s          |
| 10e                    | Euskadi Basque Country-Murias            | Espagne                | + 36 min 04 s          |

## Abandons
- 17 -  Alexis Gougeard (AG2R La Mondiale)
- 55 -  Georg Preidler (Groupama-FDJ)
- 201 -  Nacer Bouhanni (Cofidis)